# Кантигас

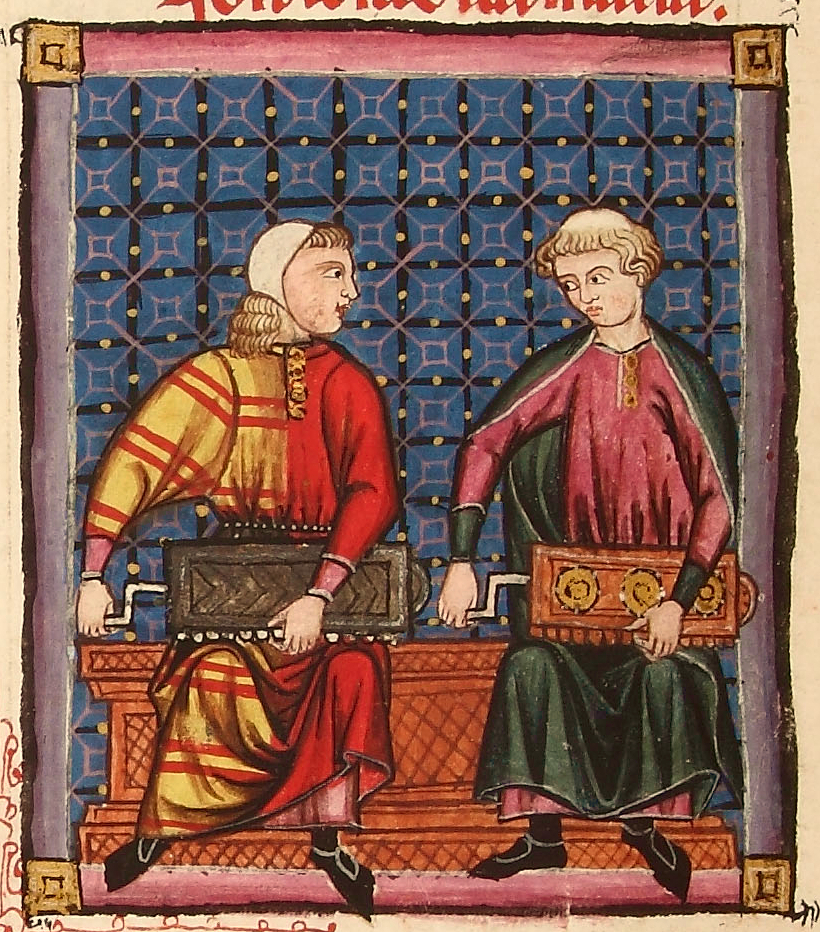
Мініатюра з рукопису з кантигами Діви Марії (Бібліотека Ескоріал, Мадрид, Ms. b.1.2, XIII століття)

Кантигас, кантига (порт. cantiga, гал. cantiga, ісп. cantiga) — іспанська і португальська одноголосная пісня XIII–XIV століть, а також жанр галісійсько-португальської поезії (найбільш ранні датування — 1200–1216 роках). Розрізняються кантигас духовної та світської тематики. Більша частина цих творів дійшли до наших днів та складають паралітургічні пісні, що шанують Діву Марію (наприклад, «Cantigas de Santa María»); але зі світських пісень збереглися (за винятком деяких фрагментів) лише вірші.

## Історія
Кантигас писались трубадурами і жонглерами (галіс-порт. jograr, від окс. joglar — блазень, скоморох; сучасне написання порт. jogral, гал. xograr) Піренейського півострова. Кантигас як жанр галісійско-португальської поезії розвивалася під впливом куртуазної лірики Провансу і є піренейським аналогом канцони. При цьому іберійські кантиги володіли власними характерними рисами та був сформований власний жанр «кантигас про одного» (ісп. cantiga de amigo), який не зустрічається у провансальських трубадурів.
На думку основних авторів електронної публікації світських кантиг Лопеша («Graça Videira Lopes») і Ферейри («Manuel Pedro Ferreira»), «пісні (порт. cantiga ou cantar) призначалася для розспіву», що підтверджується великої кількістю збереженої іконографії з інструментальним супроводом і незаповненими місцями рукописи «Пісенника Ажуда», що призначалися для нотації. До наших часів збереглася велика кількість нотування духовних кантигас, але світських — лише фрагменти шести книг «кантиг про одного» галісійської жонглера Мартіна Кодакса в «Пергаменті Вінделя» і сім «кантиг про кохання» (порт. cantigas de amor) португальського короля-трубадура Дініш I в «Пергаменті Шаррера».
Дослідник середньовічної культури Жозе Антоніу Соуту Кабу (порт. José António Souto Cabo) писав: «Можливо, що перші твори трубадурів на північно-заході Піренейського півострова можуть датуватися періодом приблизно з 1170 до 1230 року».
Довгий час вважалося, що найстарішим галісійсько-португальським кантигас є «Cantiga da Ribeiriña» (інша назва — «Cantiga da Garvaia»), що написана Пайо Соарес де Тавейросом. Однак через відсутність точного датування першість перейшла до Жуана Соареша де Пайва, автора сатиричного кантигас (порт. cantiga de escárnio) «Ora faz host'o senhor de Navarra», написаній між 1196 і 1220 роками.
Кантигас писалися галісійсько-португальською мовою. Незважаючи на те, що цією мовою збереглися юридичні документи, у вужчому сенсі під цим поняттям також мається на увазі «середньовічне поетичне койне галісійських трубадурів, яким користувалися також португальські та кастильські поети».
Такою ж літературною мовою складали свої кантигас поети-трубадури деяких королівств Піренейського півострова: Галісії, Португалії, Кастилії і Леона. У той же час для Альфонса X Мудрого мовою прози була кастильська мова, а мовою поезії — галісійсько-португальська. Єдиний кантигас, що написаний не галісійско-португальською мовою, а одним із провансальських діалектів (можливо, на гасконському), належить португальському трубадуру дону Гарсії Мендеш де Ейшу (D. Garcia Mendes de Eixo) — «Там, де витоки Торони» («Alá u nazq la Torona», порт. Lá, onde nasce a Torona).

### Паралітургічні кантиги
«Cantigas de Santa Maria» (усього понад 420 п'єс) збереглися в чотирьох ілюстрованих манускриптах кінця XIII — першої половини XIV століть. Три з них містять текст із нотами у системі квадратної нотації; а один — тільки текст. Усі рукописи походять із двору кастильського короля Альфонсо X Мудрого (також не виключено, що сам монарх був автором деяких кантигас), тому їх називають також «альфонсинськими»:
- Толедський кодекс (нині в Національній бібліотеці Іспанії, Ms. 10069; 129 нотовані кантигас), близько 1275 рік (кодекс To);
- Кодекс у бібліотеці Ескоріал T. I. 1/T. j.1 (193 нотованих творів), складений у 1280—1284 роках (кодекс T);
- Кодекс у бібліотеці Ескоріал b.I. 2/j.b.2 (407 нотованих п'єс; кодекс E);
- Флорентійський кодекс (Флорентійська національна бібліотека, Ms. Banco Rari 20). Друга («недороблена») частина кодексу T (104 ненотованих кантиги; кодекс F).

Для зручності ідентифікації анонімних кантигас сучасні вчені затвердили абревіатуру CSM та порядкові номери. У Оксфордському проекті введений додатковий ідентифікатор — вигаданий вченими заголовок, що стисло узагальнює зміст кантигас. Приклад сучасної ідентифікації альфонсинської кантигас: CSM 6 The Murdered Chorister («Убитий хорист»).

### Світські кантиги
Збереглося понад 1680 світських кантиг, більшість віршовані:
- «Пісенник Ажуда» (порт. Cancioneiro da Ajuda) — збірник, складений у кінці XIII століття, містить 310 кантиг про кохання. Зберігається в Ажудському палаці в Лісабоні[19].
- «Пісенник Ватикану» або «Ватиканський пісенник» (порт. Cancioneiro da Vaticana) складається з 1200 кантиг (cantigas de amigo, cantigas de amor, cantigas de escárnio e maldizer). Рукопис складений в Італії наприкінці XV — на початку XVI століть і зберігається в Бібліотеці Ватикану.
- «Пісенник Національної бібліотеки», або раніше «Пісняр Колоччи-Бранкуті» (порт. Cancioneiro Colocci-Brancuti) — найбільш повний пісенник, копія збірки XIV століття[20]. Кодекс складений в Італії близько 1525—1526 років. Рукопис пісняра був виявлена у XIX столітті і придбаний у 1924 році урядом Португалії, нині зберігається в Національній бібліотеці в Лісабоні. Містить 1560 пісень різних жанрів близько 150 авторів. Рукопису передує анонімному трактату про галісійсько-португальську поетику XIII—XIV століть без заголовка, що зберігся у фрагментах і отримав у літературознавців назву «Arte de Trovar». З незрозумілих причин укладач включив у збірку дві хвалебні пісні Діві Марії, що не відносяться до світських творів, (CSM): «Deus te salve, Глоріоза» (B 467, E 40, TO 30) і збережений лише в цій антології фрагмент «Falar quer'eu da senhor bem cousida» (B 468), авторство якого може бути поставлено під сумнів[21].

## Особливості та різновиди
За змістом кантигас є універсальною енциклопедією середньовічного світу.

### Світські кантиги: типологія
До трьох головних жанрів світської кантиги відносять:
| Cantigas de amor | |                                                                               |
| - Рукопис із фрагментами «кантигас про кохання» Дініш I, бл. 1300 рік («Пергамент Шаррера»). Лісабон. Бібліотека Національного архіву Торре ду Томбу         | «Пісні про кохання», написані у відповідності з Arte de Trovar від імені чоловіка. Запозичений із Провансу ліричний жанр, що оспівує куртуазні відношення до Дами. У них використовувався традиційний прийом, де поет виступав як слуга (servidor) у відношенні до Дами (senhor, а не senhora, як у сучасному вживанні слова в жіночому роді). До нас дійшло приблизно 725 кантигас про кохання. | У Вікіджерелах є різні тексти у жанрі Cantigas de amor (порт.)                |
| Cantigas de amigo | |                                                                               |
| - Рукопис «кантиг про одного» Мартіна Кодакса («Pergaminho Vindel»), кінець XIII — початок XIV ст. Нью-Йорк, Морганівська бібліотека і музей, Vindel MS M979 | «Пісні про друга», де під словом «друг» мається на увазі коханий, відносяться до ліричного жанру. Згідно Arte de Trovar, у піснях такого жанру ліричне «я» виступає жінка, що сумує при розлуці з коханим, або радіє майбутній зустрічі з ним. Автором кантигас завжди був чоловік — трубадур або жонглер. Цей іберійський жанр не мав прецедентів у творчості трубадурів Провансу. А. Р. Найман згадує «унікальний у всій провансальської поезії приклад стилізації під жанр жіночої „пісні одного“» в жанрових експериментах тільки одного трубадура Провансу — Раймбаута де Вакейраса, вказуючи, що його авторство цієї пісні оскаржувалось деякими вченими. Мова йде про пісні [Oi] altas undas que venez suz la mar (BdT 392.5 a) у перекладі Наймана — пісня-романс про коханого, що утопився в морі. Усього збереглося близько 500 кантигас про одного. До цього виду кантигас відносилися менш поширені в галісійсько-португальській ліриці жанри — пастораль і баркарола.                                                                 | У Вікіджерелах є різні тексти у жанрі Cantigas de amigo (порт.)               |
| Cantigas de escárnio e maldizer | |                                                                               |
| - Найбільш відомий складач «пісень насмішок і зневаги» король Кастилії і Леону Альфонсо X Мудрий.                                                            | «Пісні насмішок і зневаги», тобто іронічні та сатиричні кантигас. На відміну від двох перших, різновидів поезії галісійсько-португальською мовою належать до жанру сатири. «Кантига глузування» сповнена іронії, критика до опонента може бути завуальована й мати двозначний характер. Особа, до якої звертається автор, прямо не згадується. У «кантизі лихослів'я» сатира носить відкритий і агресивний характер, поет безпосередньо звертається до свого супротивника і може використовувати лайку. Значне місце займають картини побуту, нерідко зі сатиричним відтінком (жорстоке покарання єврея-лихваря; лікар, що ампутує ногу сам собі; утеча черниці, звабленої лицарем; жінка, що у відчаї від втрати чоловіка, вступає в позашлюбний зв'язок зі своїм сином; шмагання, повішення, обезголовлювання, спалення злочинців тощо). Деякі кантигас цього жанру мають відверто еротичний зміст, унаслідок чого у виданнях XIX—XX століть вони піддавалися цензурі або зовсім не друкувалися. Усього збереглося приблизно 430 таких кантигас. | У Вікіджерелах є різні тексти у жанрі Cantigas de escárnio e maldizer (порт.) |

Невелика кількість світських кантиг (близько 50) написано в так званих «малих жанрах», що походять із провансальської лірики, до яких відносять тенсону, сірвенту, хвалебну пісню (порт. loor), плач, ле, пастораль і жесту. Деякі кантигас складно віднести до одного певного жанру. Один і той же твір може володіти характерними рисами відразу декількох жанрів.

### Духовні кантиги: типологія, стиль і техніка
Альфонські кантигас поділяються на два типи: досить розлогі віршовані розповіді про створення Дівою Марією чудеса («кантиги про диво» (cantigas de miragre), і короткі, що вихваляють Пресвяту Діву, позначені як «хвалебні кантигас» (cantigas de loor). Прикладом «кантигас про диво» може слугувати CSM 6.
Усі альфонські кантигас містять приспів, а їх віршована форма зазнала впливу іспано-арабської поетичної форми заджаль. Основна текстомузична форма кантигас — віреле. Музичний стиль монодічних кантигас простий і немудрий (особливо в порівнянні з григоріанським хоралом і його поліфонічними обробками, які до XIII століття досягли великої вишуканості й технічної складності). Переважають силаболічні мелодії, переважно в дорійському і міксолідійському ладах. Збережені фрагменти кантигас Дініш I значно уквітчані мелізмами, а їх стиль характеризують як невматичний (частіше тринотові розспіви складів).

### Літературознавча трактування кантиг
Колектив португальських авторів, підготував електронну публікацію близько 1680 світських кантигас, і, вважає, що паралітургічні кантигас відносяться до іншої культурної традиції, ніж світські, тому вони розглядаються окремо, як четвертий з основних жанрів галісійсько-португальської поезії — «пісні про святу Марію».

## Контрафактури
Близько 20 кантигас учені ідентифікували як контрафактури репертуару труверів і трубадурів, решта — місцевого походження.
Творці нової бази даних контрафактних світських кантигас галісійсько-португальською мовою, дотримуючись, зокрема, опису «кантигас слідування» (cantiga de seguir) в поетичному трактаті Arte de trovar, відбирають композиції іберійських авторів, які не могли виконуватися запозиченими мелодіями, але також повинні були відтворювати метричні, силаболічні та рифмічні моделі оригіналів Провансу та Франції. Донині, згідно з висунутих й розділених багатьма фахівцями гіпотезами, нова база даних містить 37 контрафактних світських кантигас галісійсько-португальською мовою 28 іберійських авторів. Передбачається, що 17 з них стали конрафактурами пісень провансальських трубадурів і французьких труверів зі збереженою музичної нотацією, а решта 20 досить точно повторюють метричні та рифмічні моделі оригіналів.
З цього числа найбільше контрафактур було створено на основі пісень провансальського трубадура Пейре Відаля: 5 пісень слугували моделлю для 9 кантигас галісійсько-португальською мовою. При цьому передбачається, що чотири з них виконувалися на мелодію пісні «Quant hom honratz torna en gran paubreira». Незважаючи на певні відмінності, формальна структура однієї з найбільш відомих кантигас про кохання португальського короля-трубадура Дініш I «Quer'eu em maneira de proençal» (B 520b, V 123) збігається з будовою пісні «Plus que.l paubres, quan jatz el ric ostal» Пейре Відаля.

## Проблема авторства
Незважаючи на те, що деякі джерела повідомляють про анонімність більшості творців (мається на увазі музики) кантигас, до наших днів дійшли імена 187 іберійських трубадурів і жонглерів, які збереглися завдяки рукописним збірниками.
Як і у провансальських трубадурів, автори збереглися з музикою кантигас альфонських кодексів («композитори») здебільшого невідомі. Згадувані в рукописах автори — це (як і у випадку з усіма іншими традиціями середньовічної світської лірики з «провансальським» генезисом як, наприклад, у Сицилійської школи) згадки поетів.
Серед відомих авторів-«композиторів» галісійсько-португальської традиції виділяються «король-трубадур» Диниш I і Мартін Кодакс, оскільки тільки до деяких їх творів збереглася музична нотація. На думку італійського літературознавця Джузеппе Тавані кантигас Кодаска «становлять собою єдиний, послідовний і закінчений поетичний цикл». Серед інших знаменитих авторів світських кантигас виділяються галісійці Мендіньо і Жуан де Кангас (76 кантигас), Жоан Айрас де Сантьяго (82) і Перо да Понте (54), кастилієць Перо Гарсія Бургалес (53), португальський трубадур Жуан Гарсія де Гільяде (54) та інші. Альфонсо X Мудрий є автором 44 (або 45) пісень: 3 кантигас про кохання, 1 кантигас про одного (імовірно), 34 кантигас насмішок і зневаги, 2 хвалебні пісні, 4 тенсони, 1 сирвента.
Як про трубадурів, так і про жонглерів Піренеїв збереглося мало біографічних відомостей, а відсутність точної інформації ускладнює визначення авторства. Часом ставиться під сумнів навіть місце народження чи проживання поета. Наприклад, у випадку з трубадуром Мартіном Моша (гал. Martin Moxa), літературна діяльність якого розвивалася при дворі Альфонсо X Мудрого, залишається невідомим, чи народився він у Каталонії, чи в Арагоні.

## Пам'ятна дата
День галісійської літератури, який з 1963 року відзначається 17 травня в Галісії, так і по всій Іспанії, у 1998 році був спеціально присвячений пам'яті жонглерів Мартіна Кодакса, Жуана де Кангаса, Мендіньо, а також іншим авторам середньовічних кантигас.

## Сучасне виконання

### Кантигас в рок-музиці
Кантигас «Quen a omagen da Virgen» (CSM 353) частково використовується, як мінімум у двох композиціях сучасних рок-виконавців:
1. як музична основа для титульної композиції альбому «Fires at Midnight» фолк-рок-групи «blackmore's Night»;
2. як основа для музики і тексту композиції «Maria Virgin» з альбому «Weckt die Toten!» німецької фолк-метал-групи «In Extremo».

## Сучасні видання
Академічне видання текстів (без музики) паралітургічних (маріанських) кантигас зробив Вальтер Меттман:
- Alfonso X, el Sabio. Cantigas de Santa María, ed. Walter Mettmann, 3 vls. Madrid, 1986—1989.

Наскрізна нумерація тексті встановлена в цьому виданні та покладена в основу сучасної посилальної традиції, наприклад, CSM 353 = Cantigas de Santa Maria, No.353 за виданням Меттмана.
Транскрипцію старовинної музичної нотації кантигас (з текстами) запропонував Кріс Елмс (англ. Chris Elmes), у чотиритомному виданні
- Cantigas de Santa Maria of Alfonso X el Sabio. A performing edition by Chris Elmes. 4 vls. Edinburgh: Gaïta Medieval Music, 2004—2013.

Інші (повні) видання альфонських кантигас — музики і текстів:
- La música de las Cantigas de Santa María del Rey Alfonso El Sabio, ed. Higinio Anglés. 4 vls. Barcelona, 1943—1964
- Cantigas de Santa María: nueva transcripción integral de su música según la métrica latina, ed. Roberto Pla. Madrid, 2001.

## Дискографія
- Великий список аудіозаписів на порталі medieval.org [Архівовано 4 березня 2016 у Wayback Machine.]